# Nuclei investigativi di polizia ambientale agroalimentare e forestale
I nuclei investigativi di polizia ambientale agroalimentare e forestale, (in acronimo NIPAAF), del Comando unità per la tutela forestale dell'Arma dei Carabinieri, sono servizi di polizia giudiziaria ubicati in ogni gruppo provinciale dei 14 Comandi Regione Carabinieri Forestale, nelle Regioni a statuto ordinario.
Si occupano di indagini di polizia ambientale sia di iniziativa che delegate dalla magistratura, riguardanti il traffico illecito di rifiuti, gli abusi edilizi, il maltrattamento di animali, gli incendi boschivi, l'inquinamento idrico e atmosferico, il bracconaggio, le frodi alimentari e indagini di Polizia giudiziaria in generale.

## Descrizione

### Nel CFS
Istituiti nel 2000 come "Nuclei investigativi di polizia ambientale e forestale" all'interno del Corpo forestale dello Stato per le indagini sui reati ambientali e e forestali, nel corso dell'anno 2015 i NIPAF hanno effettuato nr. 6000 comunicazioni di notizia di reato per vari reati ambientali e reati generici anche connessi tra loro, deferendo all'autorità giudiziaria nr. 4580 persone, ed effettuando nr. 220 misure di custodie cautelari per reati di vario genere, inoltre hanno eseguito nr. 12000 controlli su rifiuti, abusi edilizi, furti e riciclaggio di rame, maltrattamento di animali, ed infine elevato nr. 18000 sanzioni amministrative.

### Nell'Arma
Con il decreto legislativo n. 177/2016, che sopprime il corpo forestale, è stato previsto che entro il 31 dicembre 2016 le funzioni e il personale transitano all'Arma dei Carabinieri, mentre direttamente al Ministero delle politiche agricole è stato affidato il servizio centrale certificazione CITES..
Dal 1º gennaio 2017 a seguito della riforma del comparto sicurezza e con il transito del Corpo Forestale dello Stato nell'Arma dei Carabinieri, questi nuclei cono stati ridenominati "Nuclei investigativi di polizia ambientale agroalimentare e forestale", posti alle dipendenze del Comando unità forestali, ambientali e agroalimentari e inquadrati negli 83 Gruppi provinciali Carabinieri Forestale, retti da ufficiali dei Carabinierii.
Nel 2018 con l'istituzione di cinque Centri Anticrimine Natura nelle regioni autonome, sono stati previsti anche in questi reparti.